# Contea di Allen (Kansas)
La contea di Allen in inglese Allen County è una contea dello Stato del Kansas, negli Stati Uniti. La popolazione al censimento del 2000 era di 14 385 abitanti. Il capoluogo di contea è Iola.